# School voor Maatschappelijk Werk (Sittard)
De School voor Maatschappelijk Werk is een Katholieke sociale academie gelegen in Sittard.

## Geschiedenis
In 1918 rijpte binnen het bestuur van het Limburgse Groene Kruis de gedachte om een School voor Maatschappelijk Werk op te richten. Reeds twee jaar later startte de school in enkele lokalen bij de Zusters Ursulinen in Sittard. De driejarige opleiding kende drie specialisaties: sociaal werkster, beroepsjeugdleidster en kinderverzorgster. Na dertien jaar huisvesting aan de Rijksweg (’t Sjölke) kreeg de school in 1935 een nieuw onderkomen aan de Gouverneur van Hövellstraat: Huize St.-Katrien, een ontwerp van Jos Wielders.
In 1928 werd Wilhelmina Hillen directrice. In 1937 bestond het leerplan uit drie richtingen: volkshuisvesting en jeugdwerk, kinderbescherming, en overig sociaal werk (arbeidszaken, armenzorg en woninginspectie). In 1954 werd directrice Hillen opgevolgd door Minette Noël. Het leerplan omvatte in 1959 de specialisaties maatschappelijk werk (onder meer kinderbescherming en reclassering), arbeidszaken en sociaal-cultureel en sociaal pedagogisch werk. De opleiding was al lang niet meer enkel op meisjes en vrouwen gericht. In 1960 werd de naam omgedoopt tot Katholieke Sociale Academie (KSA). In 1979 is de KSA voortgezet binnen de Katholieke Stichting Sociaal Pedagogisch Onderwijs Limburg, waarvan ook de Mikojel-Akademie Sittard en de Gezondheidszorg-Akademie Sittard deel uitmaakten.